# تايلور مورغان
تايلور مورغان (بالإنجليزية: Taylor Morgan)‏ (21 أكتوبر 1990 بساوثهامبتون في المملكة المتحدة - ) هو لاعب كرة قدم بريطاني في مركز الهجوم. لعب مع نادي أوسترسوند ونادي تورونتو ونادي فالكيرك وتولسا روناكس وأردريونيانز وIMG Academy Bradenton ‏ وChicago Fire U-23 ‏.

## وصلات خارجية
- تايلور مورغان على موقع اتحاد السويد (السويدية)
- تايلور مورغان على موقع الدوري الأمريكي (الإنجليزية)
- تايلور مورغان على موقع قاعدة بيانات كرة القدم.إي يو (الإنجليزية)
- تايلور مورغان على موقع Soccerway.com (الإنجليزية)